# John Paulus
Pour les articles homonymes, voir Paulus.
John Paulus, né le 8 avril 1953 à Bethlehem, en Pennsylvanie, est un guitariste et bassiste américain, principalement connu pour ses collaborations avec John Mayall and The Bluesbreakers et Canned Heat.

## Biographie

### Débuts
John Paulus est né le 8 avril 1953 à Bethlehem en Pennsylvanie. Dès son jeune âge, il déménage en Floride et commence à jouer de la guitare à ses 10 ans. Il donne ses premiers concerts en tant que professionnel à l'âge de 14 ans. À ses 15 ans, il se met également à la basse. Il s'intéresse rapidement au Blues et au R&B ainsi qu'au rock de la fin des années 1960.
Petit à petit, John Paulus se fait un nom dans la scène R&B du sud de la Floride et commence à travailler et à enregistrer avec Willie George Hale.
Au début des années 1970, John Paulus étudie le Jazz à l'Université de Miami, avec comme professeurs, entre autres, le guitariste de Jazz Pat Metheny, le virtuose du saxophone ténor Whit Sidener et la légende du saxophone baryton Gerry Mulligan. 
En 1976, John Paulus déménage à Los Angeles où il intègre le Angel City Rhythm Band et joue des concerts avec des géants du blues de passage dans la ville tels que Albert Collins, Lowell Fulson et Big Mama Thornton. Il joue également de la basse avec le chanteur Andy Russell,.
John Paulus joue également avec d'autres artistes travaillant avec TK Records, dont Betty Wright Benny Latimore et Harry Wayne Casey de KC and the Sunshine Band. En 1980, il joue sur l'album Cat In The Hat de Bobby Caldwell, avec lequel il part en tournée au Japon. En 1983, il joue de la guitare et de la basse sur l'album Friends du chanteur reggae Bob Andy. Il joue aussi sur plusieurs morceaux de King Sporty. Lors de ces séances d'enregistrement, il se lie d'amitié avec le bassiste Jaco Pastorius, qui devient son professeur. Ce dernier lui donne l'envie de s'intéresser davantage à l'instrument, et plus tard à sa version fretless,.

### Années 1990
En 1995, John Paulus intègre les Bluesbreakers de John Mayall à la basse à 5 cordes. Il part en tournée avec le groupe pendant cinq ans et enregistre Blues For The Lost Days et Padlock On The Blues. En 2000, il joue de la basse sur The Light du rappeur américain Common.

### Canned Heat
En 2000, John Paulus intègre Canned Heat jusqu'en 2005. Il enregistre Friends In The Can avec le groupe. En octobre 2012, après une pause de 7 ans, il rejoint Canned Heat en remplacement de Harvey Mandel, forcé de quitter le groupe à cause de problèmes de santé. Au sein du groupe, il joue de la guitare soliste et de la basse, et il assure le chant de deux chansons essentielles de Canned Heat, à savoir On the Road Again et Going Up the Country,.

## Discographie[5]

### Avec Bobby Caldwell
- 1980 : Cat In The Hat

### Avec Bob Andy
- 1983 : Friends

### Avec John Mayall & The Bluesbreakers
- 1997 : Blues For The Lost Days
- 1999 : Padlock On The Blues

### Avec Canned Heat
- 2003 : Friends In The Can
- 2015 : Songs From The Road